# کیم تائه-گیون
کیم تائه-گیون (انگلیسی: Kim Tae-gyun؛ زادهٔ ۱۹ اوت ۱۹۷۱) بازیکن بیس‌بال اهل کره جنوبی بود.
وی در مسابقات کشوری و بین‌المللی در مجموع برندهٔ ۱ مدال برنز شده‌است.